# Promno (przystanek kolejowy)
Promno – przystanek kolejowy w Promnie-Stacji, w województwie wielkopolskim, w Polsce. Przystanek położony jest na linii Poznań-Toruń.

## Ruch pasażerski
| Rok  | Wymiana pasażerska na dobę |
| ---- | -------------------------- |
| 2017 | 150-199                    |
| 2022 | 150-199                    |